# Carl Graham Fisher

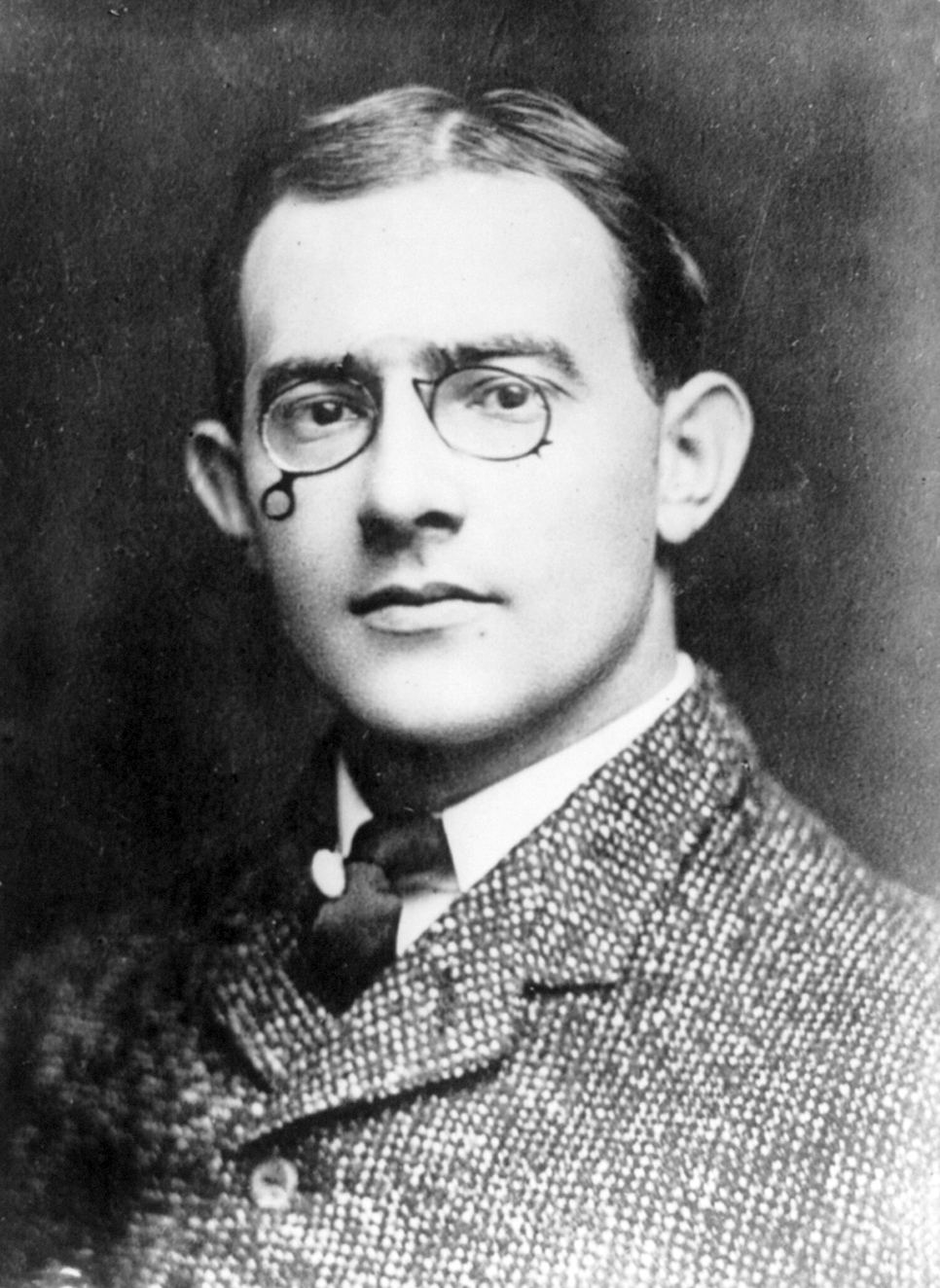
Carl Graham Fisher (1909)

Carl Graham Fisher (* 12. Januar 1874 in Greensburg, Indiana; † 15. Juli 1939 in Miami Beach, Florida) war ein US-amerikanischer Unternehmer.
Trotz seines starken Astigmatismus, wurde er ein anscheinend unermüdlicher Pionier und Befürworter der Fahrzeug- und Rennindustrie. Er trug wesentlich zur Entwicklung und Konzeptionierung des Lincoln Highways bei.
In den Jahren von 1920 bis 1925 begann er Miami Beach, bis dahin noch ein Mangrovensumpf, in ein Ferienparadies umzugestalten. Dasselbe versuchte er in Montauk an der Spitze Long Islands (New York), um es in ein „Miami Beach des Nordens“ zu verwandeln. Doch 1926 zerstörte ein Hurrikan alles bis dahin in Miami Beach gebaute und 1932 war Fisher bankrott. 1938 initiierte er noch die Errichtung des Caribbean Clubs auf Key Largo, erlebte dessen Eröffnung aber nicht mehr.